# گل گنبد (هند)
گل گنبد آرامگاهی واقع در بیجاپور، شهری در کارناتاکا، هند است. محمدعادل شاه، هفتمین سلطان سلسله عادل شاهی، و برخی از نزدیکانش در آن دفن هستند. ین سازه که ساخت آن در میانه سده هفدهم میلادی آغاز شد، هرگز تکمیل نشد. این آرامگاه به دلیل مقیاس و گنبد بسیار بزرگ آن مشهور است. 
از ۲۰۱۴ این بنا یکی از ساختمان‌های یونسکو در «فهرست آزمایشی» آن برای تبدیل شدن به یک سایت میراث جهانی، با نام بناها و قلعه‌های سلطان‌نشین دکن قرار گرفته است. 

## تاریخچه
ساخت گل گنبد در اواسط سده هفدهم، در اواخر پادشاهی محمدعادل شاه (سلطنت ۱۶۲۷ تا ۱۶۵۶) آغاز شد. گل گنبد درست پشت درگاه هاشم پیر، قدیس صوفی واقع شده است. ریچارد ایتون این موضوع را نشان‌دهنده رابطه نزدیک بین حاکم و قدیس می‌داند.  مقبره هرگز تکمیل نشد؛ شاید به دلیل مرگ محمد عادل شاه در ۱۶۵۶ میلادی.

## معماری

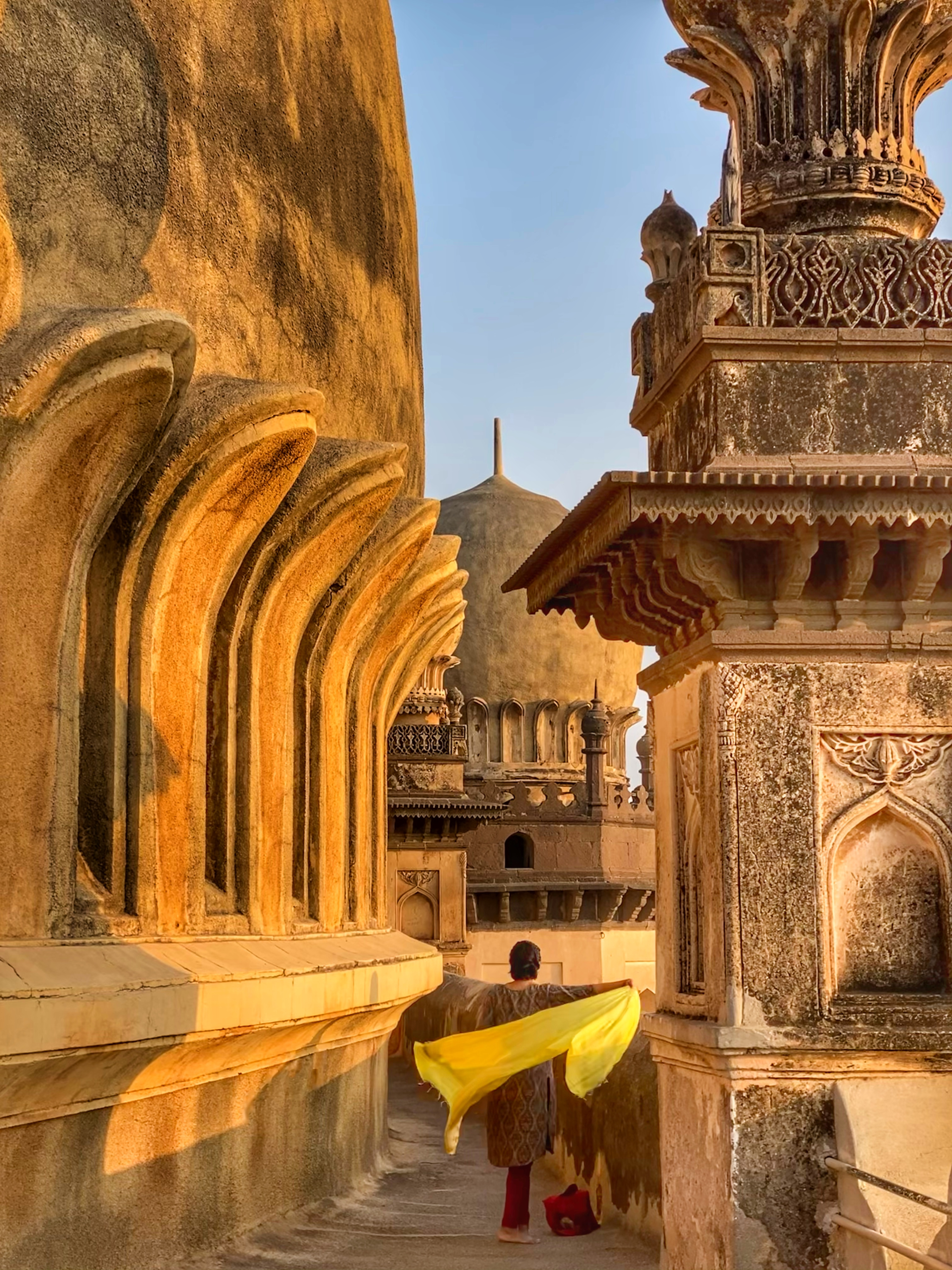
تراس گل گنبد

گل گنبد یکی از جاه‌طلبانه‌ترین بناهای ساخته‌شده توسط سلسله عادل‌شاهی است. این سازه از نظر فنی پیشرفته‌ترین سازه گنبدی است که در دکن ساخته شده است و یکی از بزرگترین سازه‌های تک‌اتاقکی در جهان است. معمار سازه مشخص نیست.  بیانکا آلفیری ادعا می‌کند که اندازه ساختمان تصمیم آگاهانه ای بود که توسط محمدعادل شاه به منظور رقابت با معماری روضه ابراهیم، مقبره حاکم پیشین، ابراهیم عادل‌شاه دوم، اتخاذ شد. از سوی دیگر، الیزابت مرکلینگر پیشنهاد می‌کند که این اندازه تلاشی برای اثبات جایگاه سلسله عادل‌شاهی، با توجه به ادغام آن در امپراتوری مغول در سال‌های بعدی بود.
مقبره در یک مجموعه محصور بزرگ‌تر با بناهای دیگری مانند مسجد، نقاره‌خانه و دارامشالا قرار دارد. 

### نقشه و نمای بیرونی

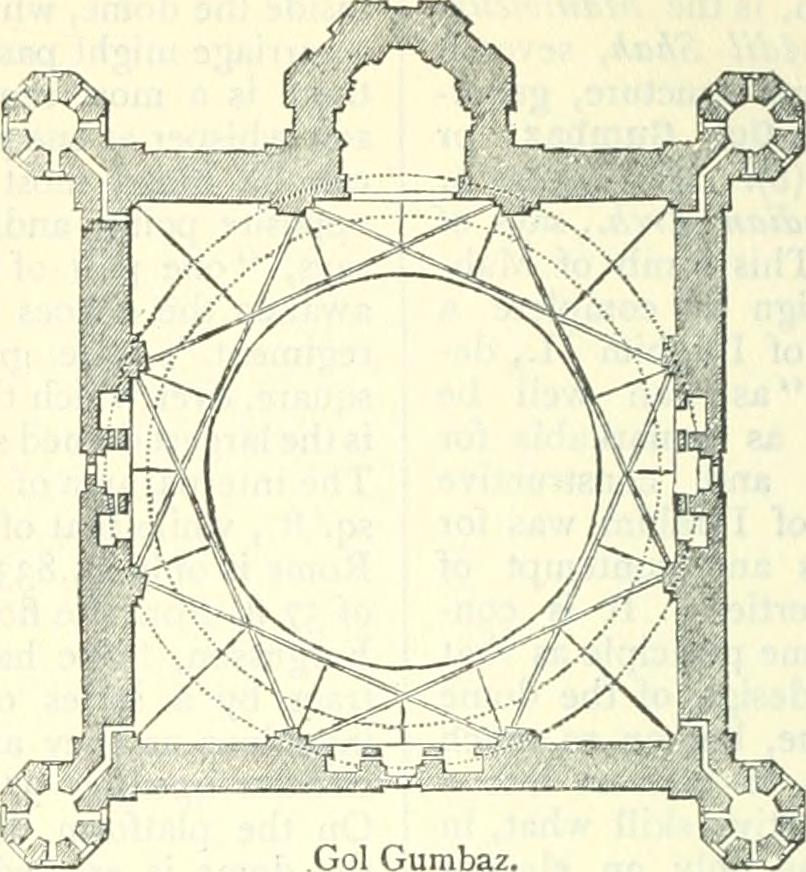
نقشه گل گنبد

با وجود بزرگی بنا، نقشه گل گنبد ساده است. یک مکعب است با ۴۷/۵ متر در هر طرف که گنبدی نیمکره‌ای به قطر تقریباً ۴۴ متر در بالای آن قرار دارد. برج‌های هشت‌ضلعی، که هر کدام به هفت طبقه تقسیم شده‌اند و بالای آنها گنبدی پیازی‌شکل است، در چهار گوشه مکعب قرار گرفته‌اند. سطوح برج‌ها با رواق‌هایی مشخص شده‌اند و دارای راه‌پله‌هایی در داخل هستند. 
دیوارهای سازه از بازالت خاکستری تیره و گچ تزئینی ساخته شده است.  هر دیوار جانبی مکعب دارای سه طاق‌نما است. اسپندل‌های طاق‌نماها شامل نقوش مدالیونی است و طاق‌نمای مرکزی در هر دیوار با یک صفحه سنگی حاوی درها و پنجره ها پر شده است. قرنیزها از ساختمان بیرون‌آمده هستند که توسط پتکانه‌هایی پشتیبانی می‌شوند. بالای قرنیزها ردیفی از طاق‌های کوچک قرار دارند که بالای آن‌ها شرفه‌های بزرگ قرار دارند. برگ هایی دور تا دور گنبد مقبره را احاطه کرده و محل اتصال گنبد و پایه آن را پنهان می‌کنند.  

### داخلی

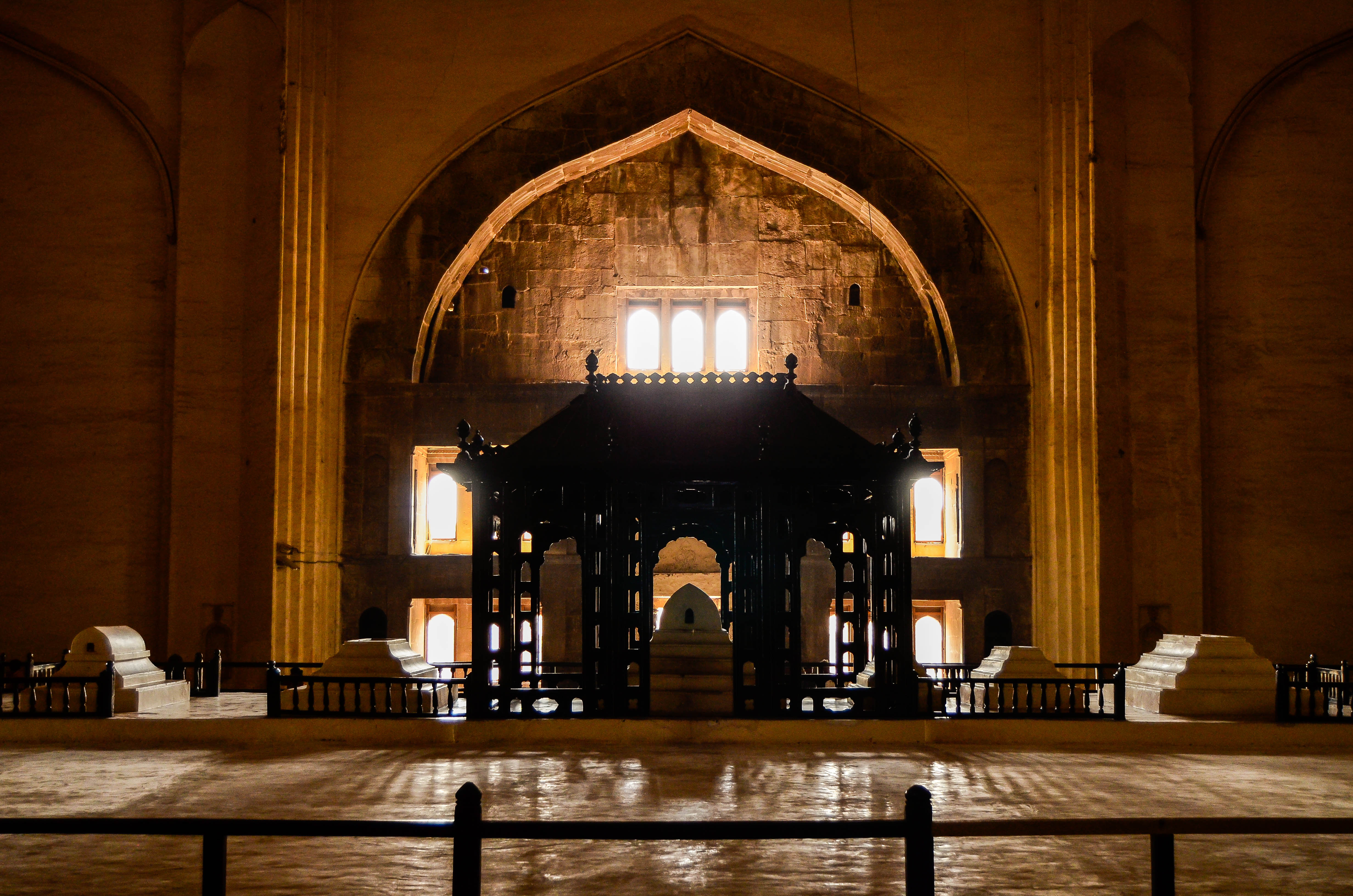

فضای داخلی گل گنبد٬ یک اتاق بزرگ است که تقریباً ۴۱ متر پهنا و ۶۰ متر ارتفاع دارد.  در مرکز اتاق، سکوی برافراشته‌ای قرار دارد که روی آن  گور نمادین محمدعادل شاه، همسر کوچک‌ترش عروس بی‌بی، همسر بزرگ‌تر و معشوقه مورد علاقه‌اش رامبا، دخترش و نوه‌اش است. سنگ قبرها محل قبرهای واقعی را مشخص می‌کنند که در سردابی در زیر آن هستند و از طریق پلکانی در زیر ورودی غربی مقبره قابل دسترسی هستند. اگرچه گل گنبد نمونه‌ای از مقبره‌های مسلمانان هندی است،  
تنها نمونه از آرامگاهی در معماری عادل شاهی است.  گور نمادین محمدعادل شاه با سایبان چوبی پوشانده شده است. میشل و زبروفسکی حدس می‌زنند که این اسایبان بعدها اضافه شده است.  یک اتاق نیم‌هشت‌ضلعی به نمای شمالی ساختمان متصل است، اگرچه این نیز بعدا اصافه شده است. 

### گنبد
گل گنبد در زمان ساخت خود دارای بزرگترین گنبد در جهان اسلام بود.  قطر خارجی گنبد آن نزدیک به ۴۴ متر است.  گنبد از آجر ساخته شده و با لایه‌هایی از آهک پوشیده شده است. دارای شش دهانه کوچک در پایه خود و همچنین یک بخش مسطح در تاج آن است. گنبد بر پایه‌ای مدور استوار است که در داخل توسط لچک‌های به‌هم‌پیوسته‌ای که از هشت طاق متقاطع از کف تالار به بالا می‌روند، حمایت می‌شود. در مسجد جامع بیجاپور و ابراهیم روضه، طاق‌کاری مشابه، هرچند در مقیاس کوچک‌تر، یافت می‌شود. در خارج از بیجاپور، این سیستم لچکی عملا ناشناخته است. منشأ لچک‌های خاص گل گنبد مورد بحث است، اگرچه محققان متعددی تأثیر آسیای مرکزی را پیشنهاد کرده‌اند.
در اطراف پایه گنبد، رواقی وجود دارد که از طریق راه‌پله‌های برج‌های چهار گوشه بنا قابل دسترسی است. این رواق عنوان "رواق زمزمه" شناخته می‌شود زیرا به دلیل پدیده انعکاس٬ ضعیف‌ترین صدا از اینجا در سراسر گنبد شنیده می‌شود. 

## نگارخانه

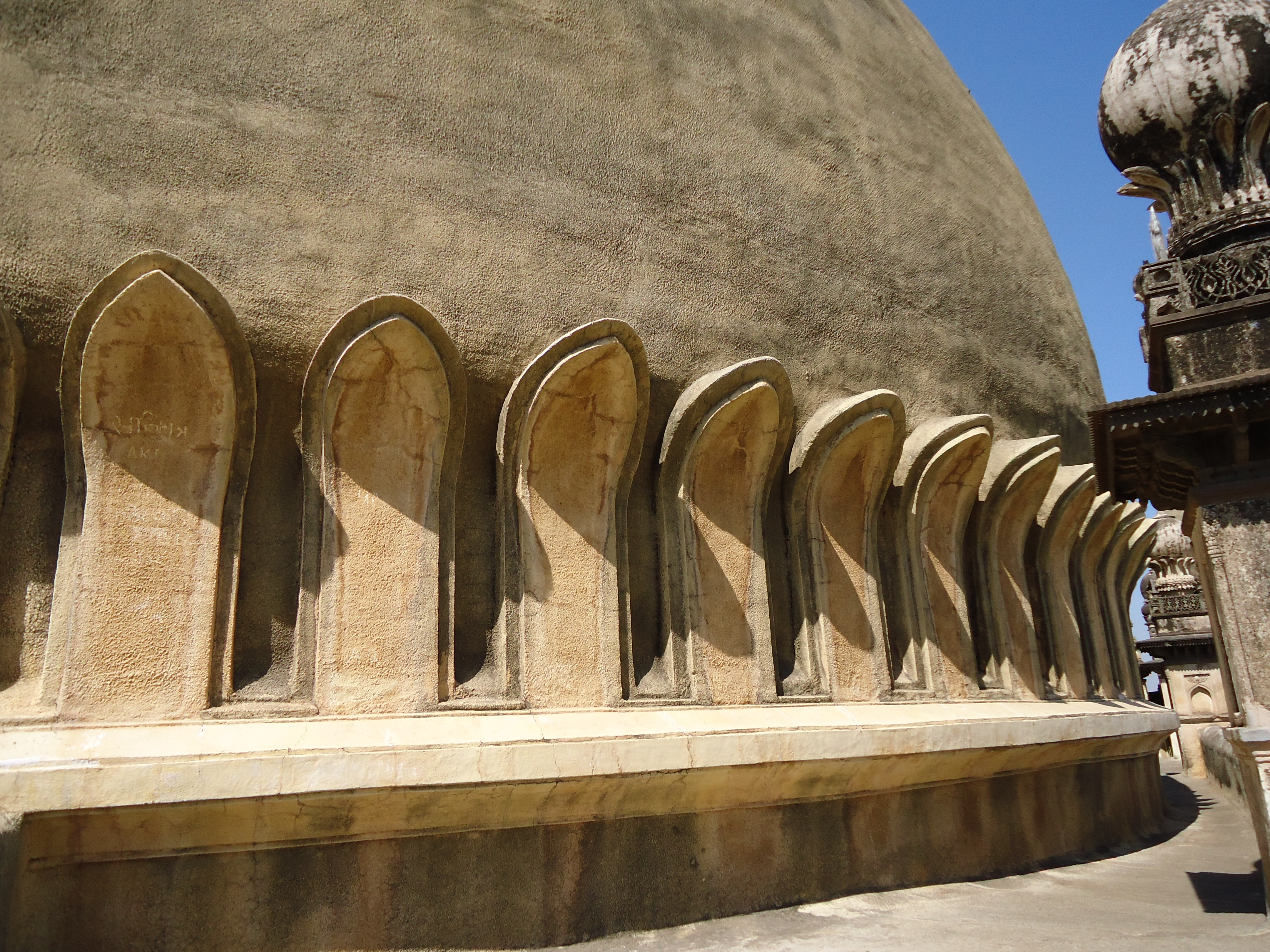
برگ‌های پایه گنبد.
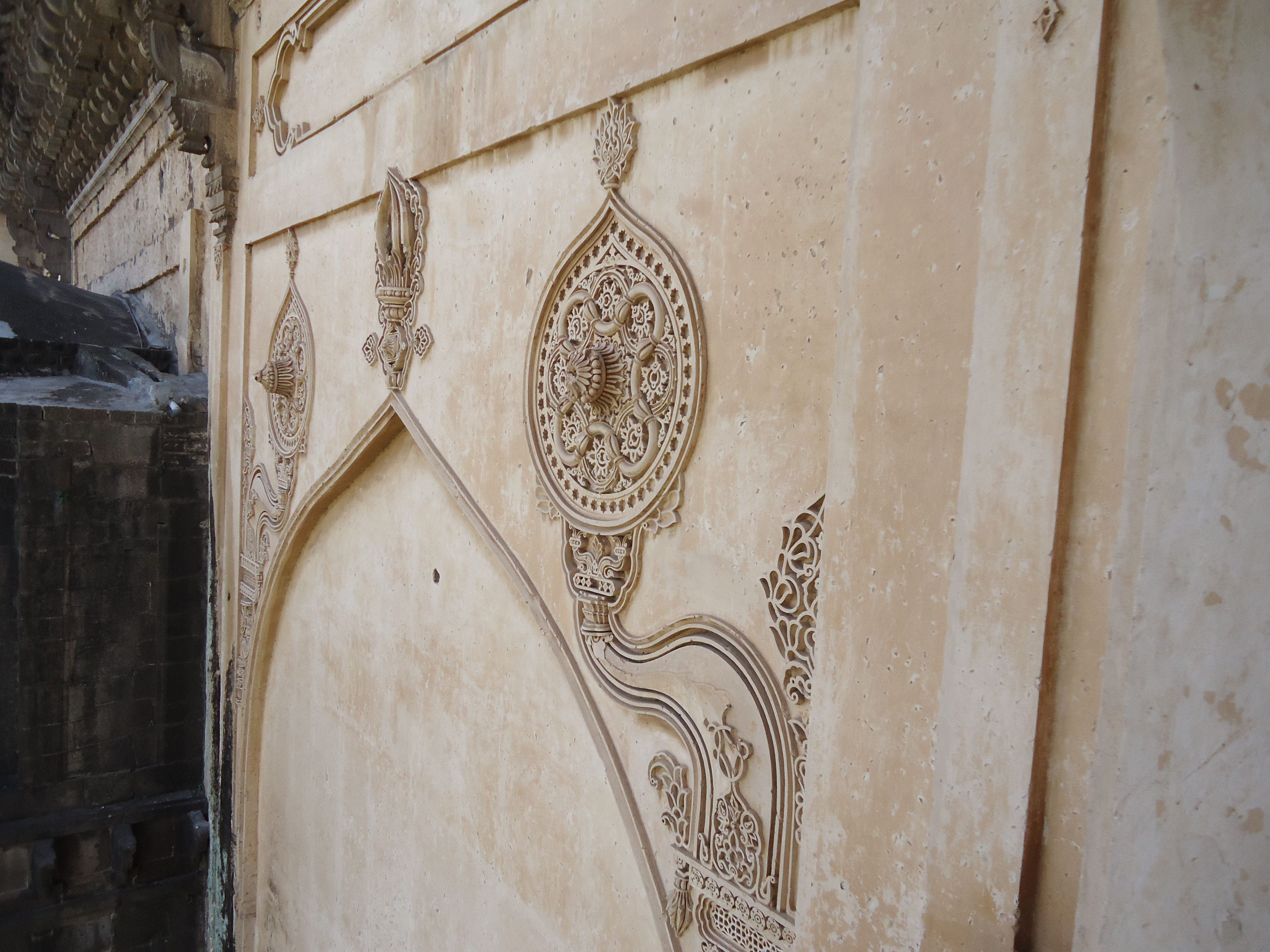
کنده‌کاری‌های روی دیوار
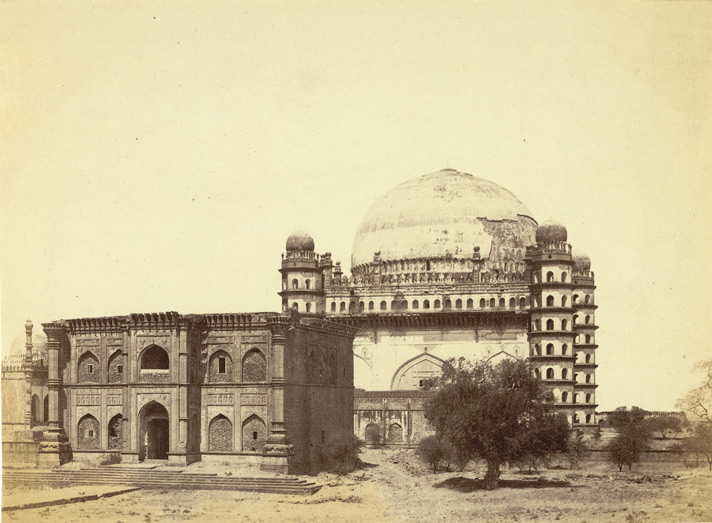
گل گنبد حوالی ۱۸۶۰
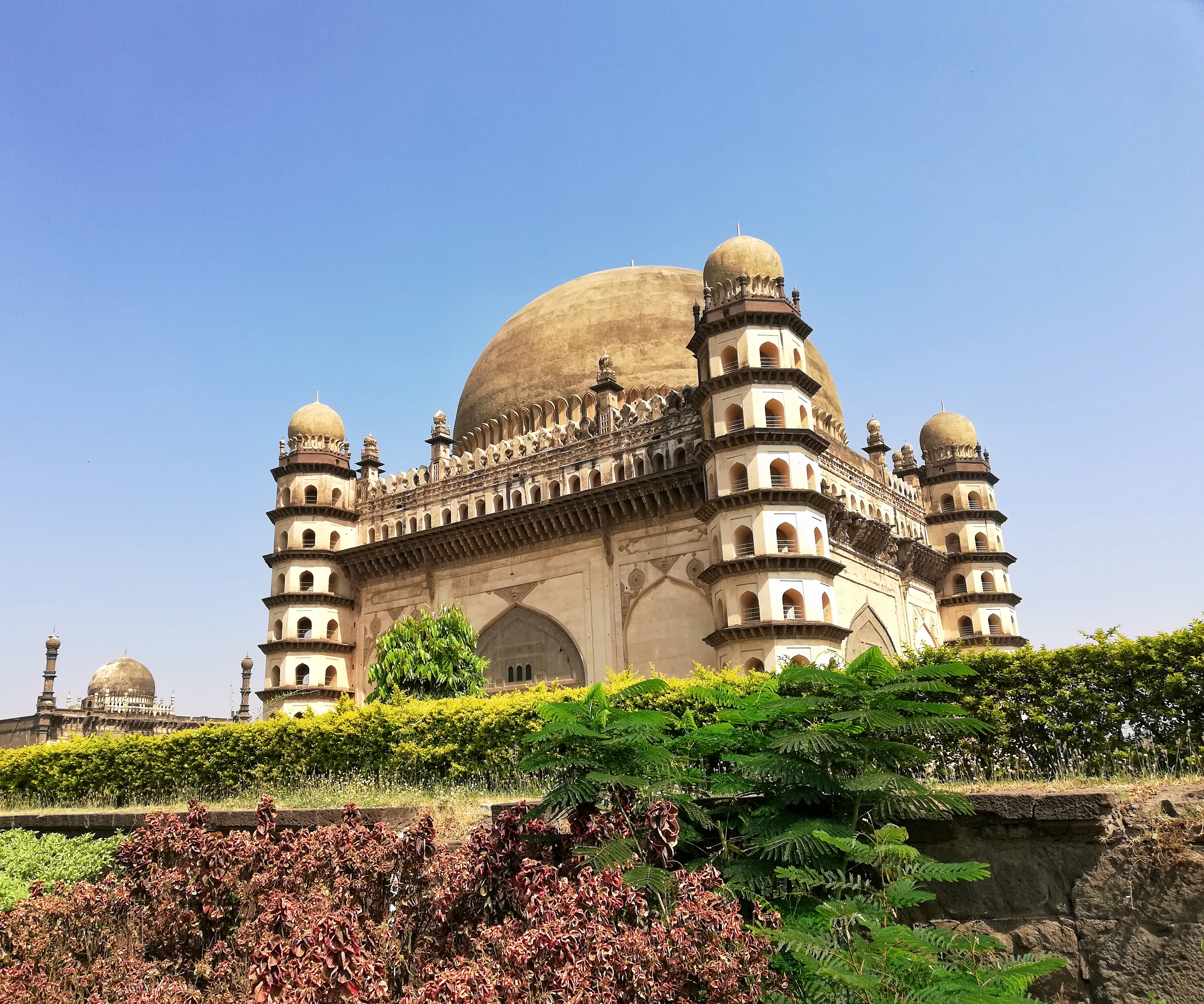
چشم‌انداز آرامگاه از میان باغ
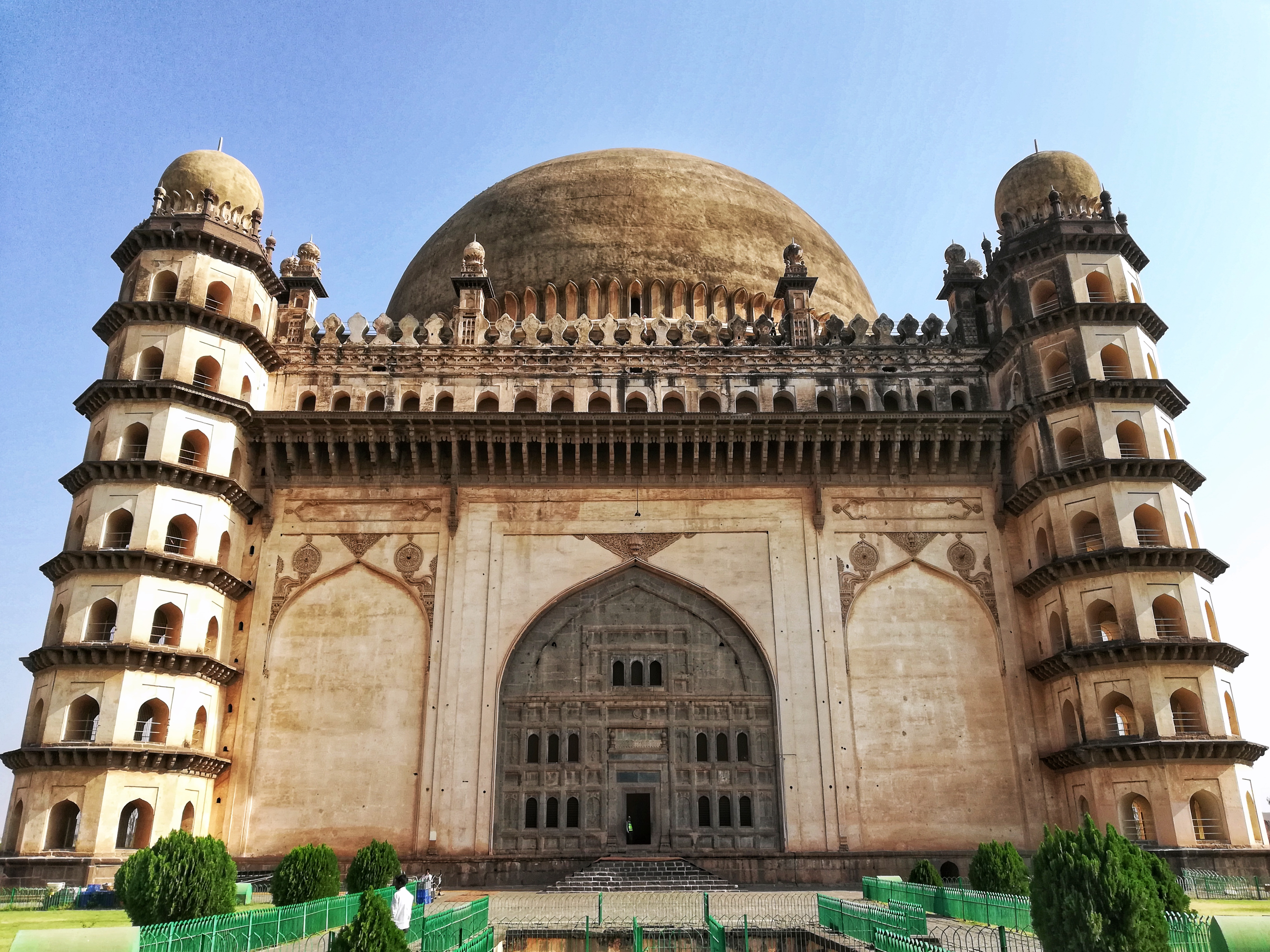
نمای غربی گل گنبد
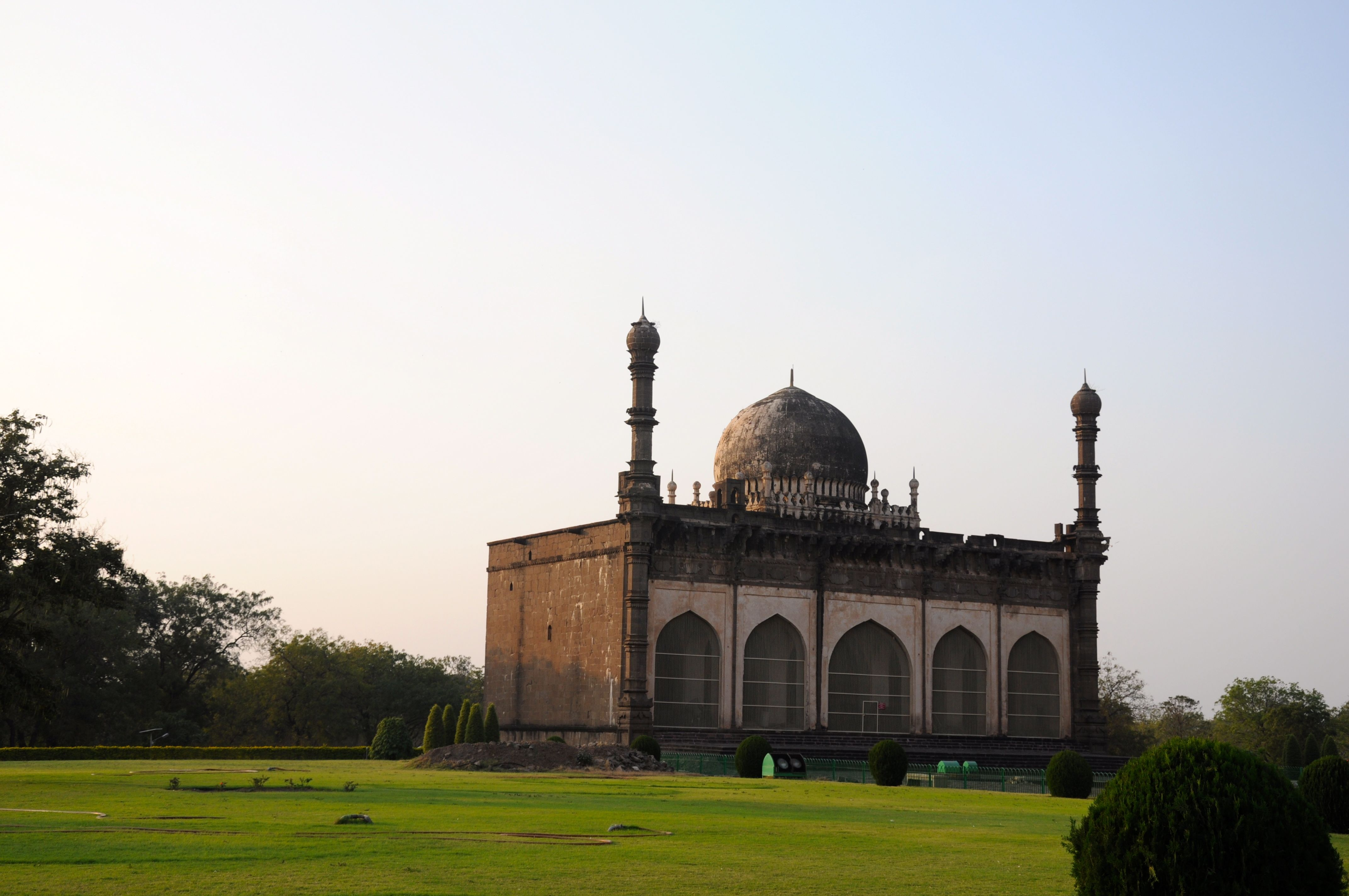
یک ساختمان نزدیک آن
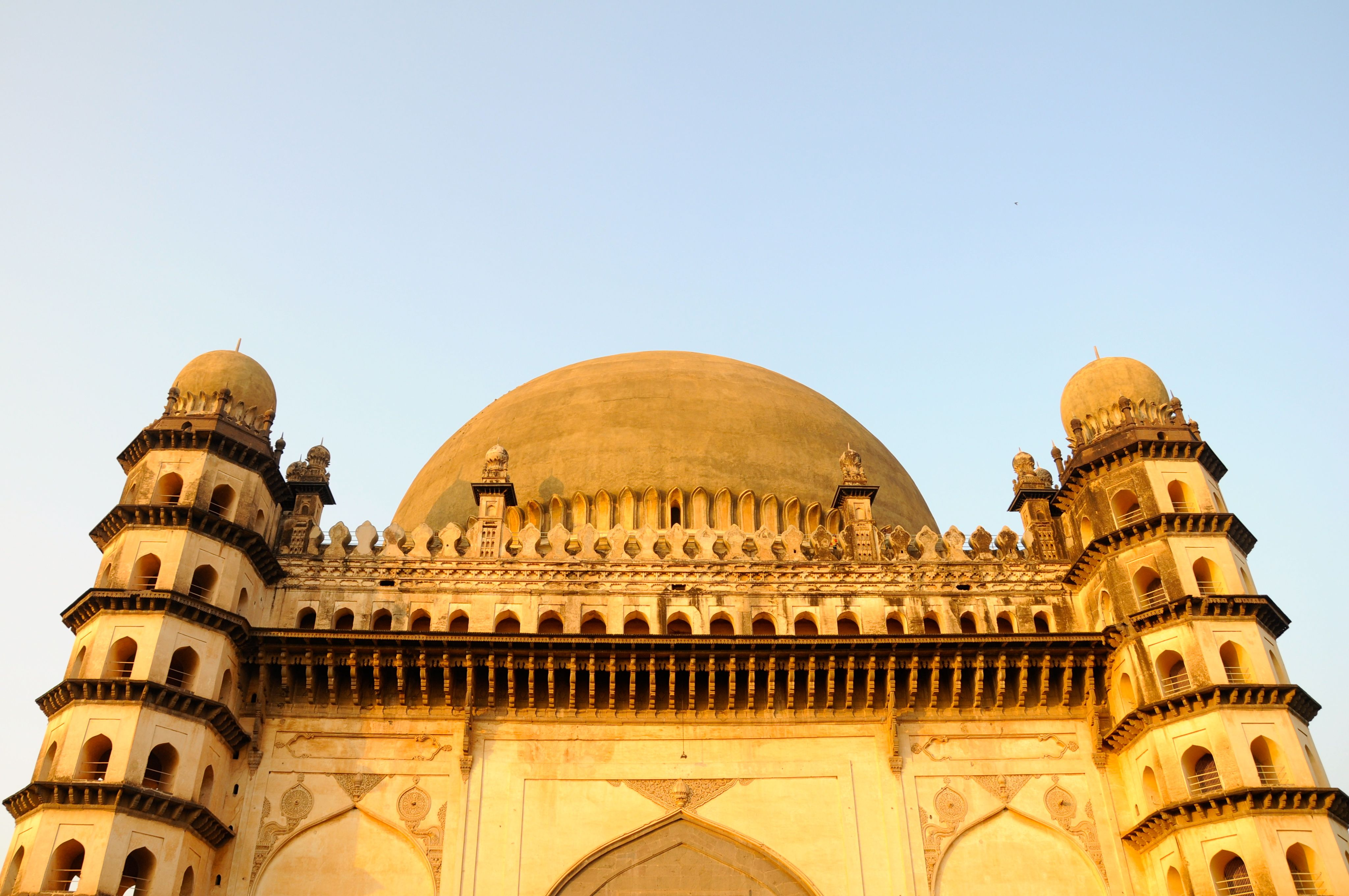
دخمه‌های نمای غربی
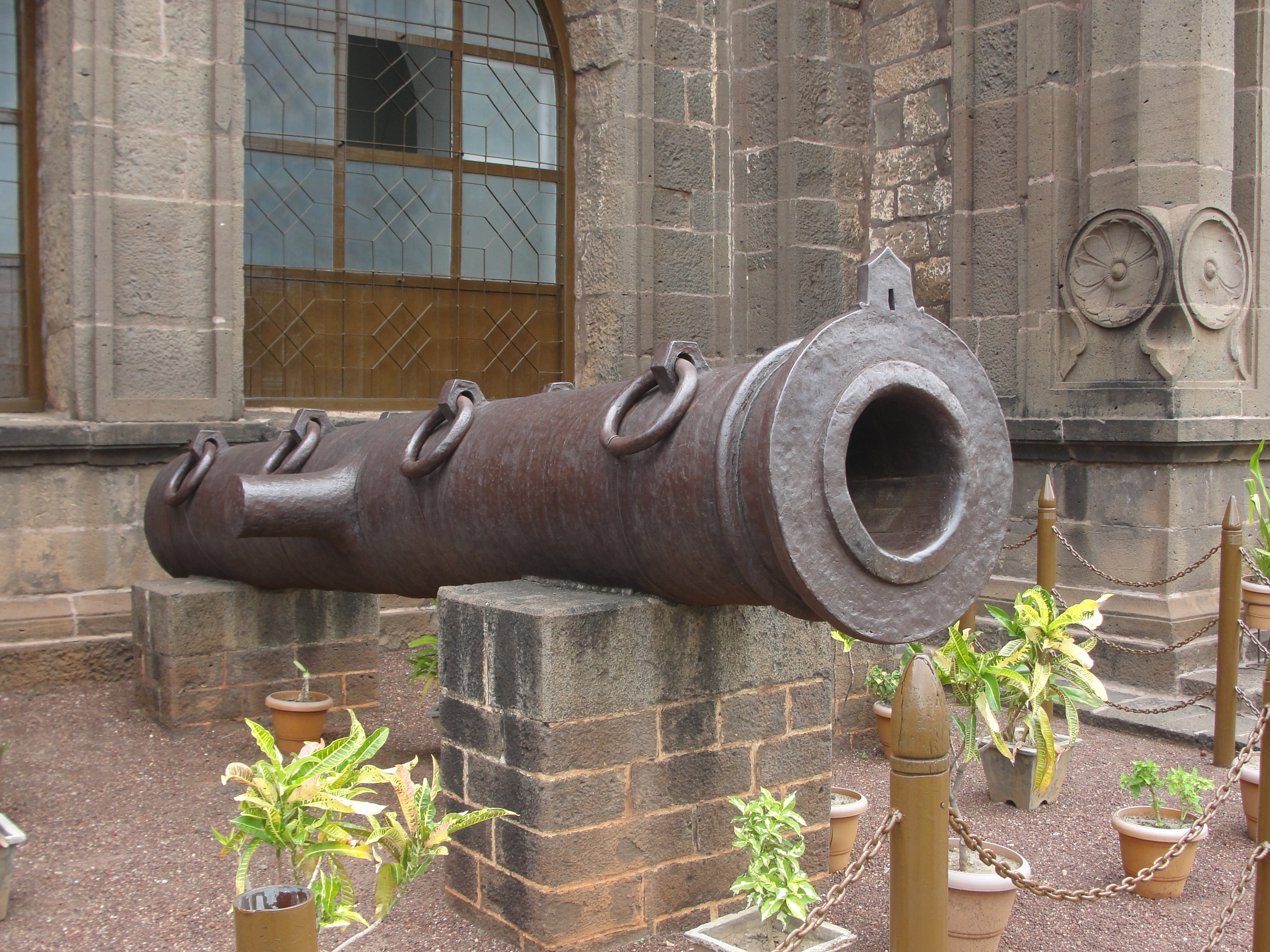
توپ تاریخی مقابل گل گنبد
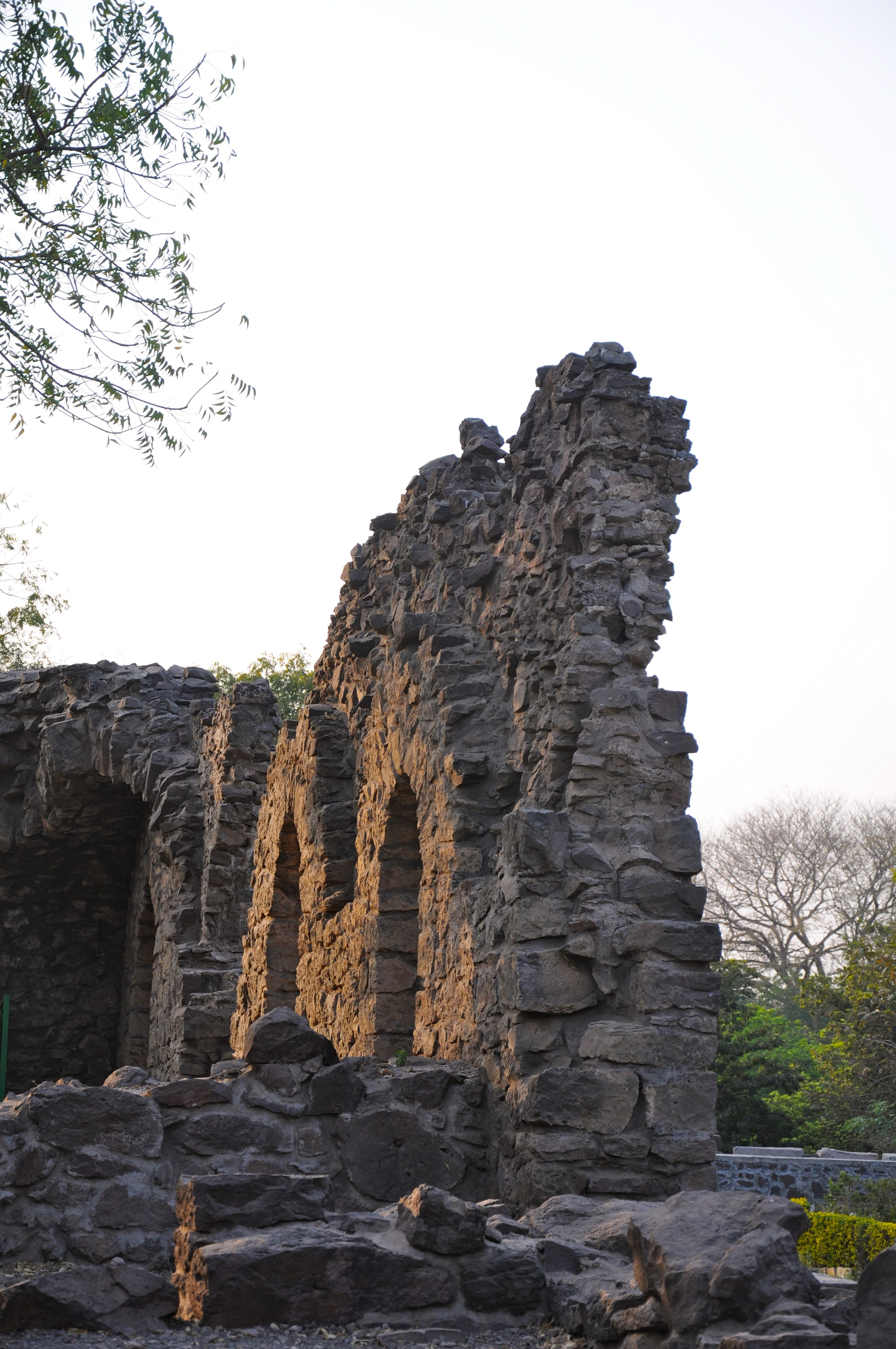
خرابه‌های نزدیک ورودی
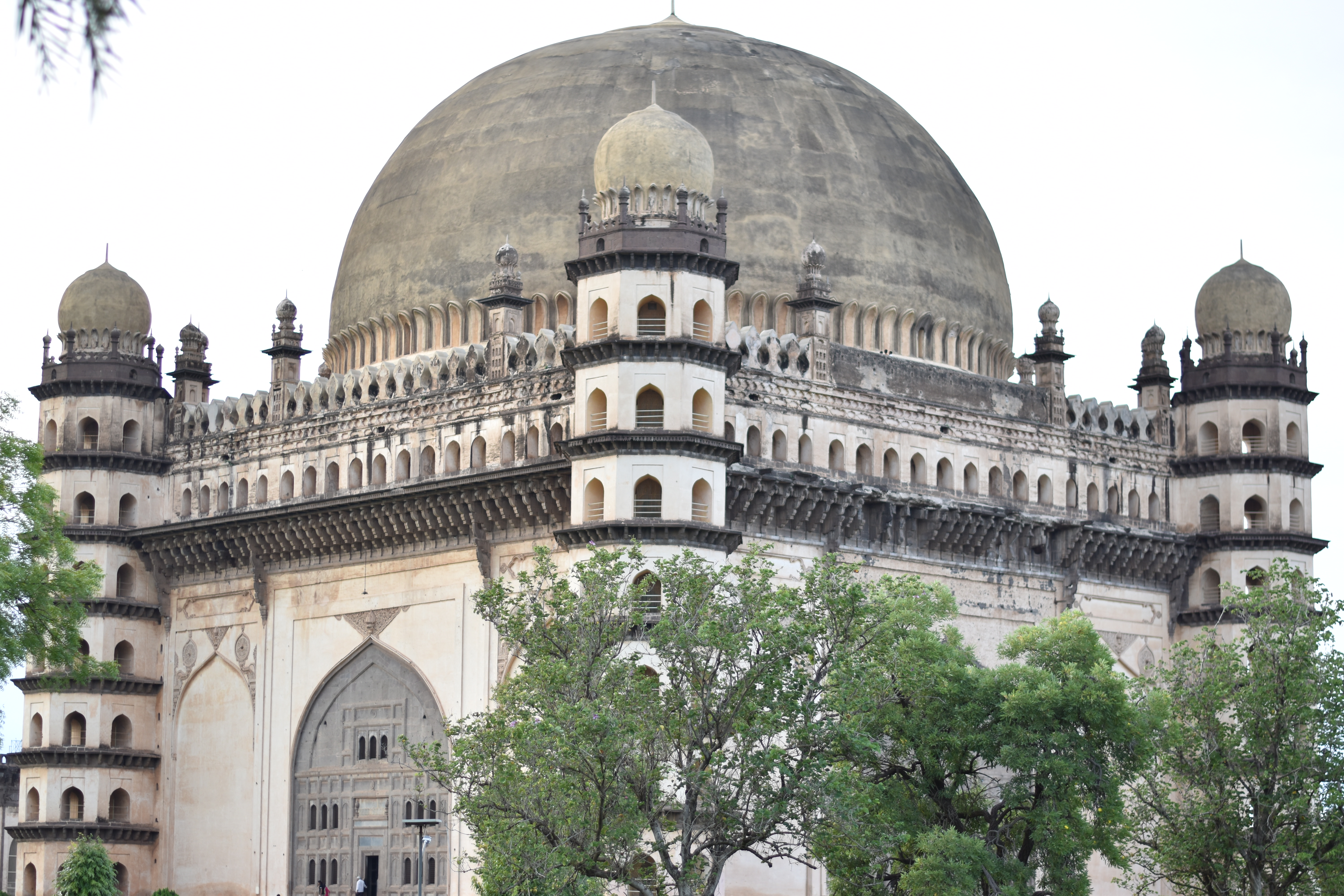
نمای گوشه
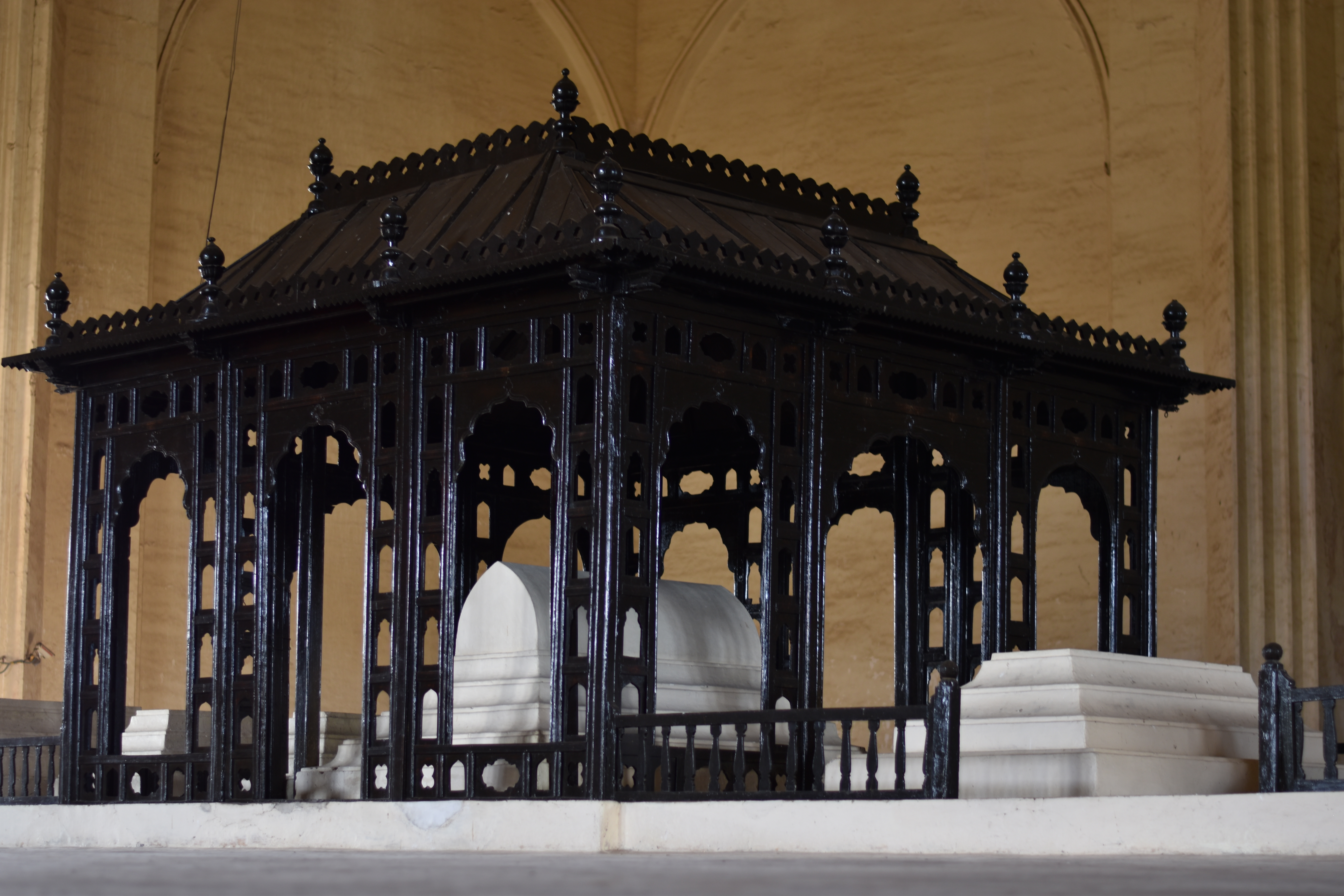
مقبره
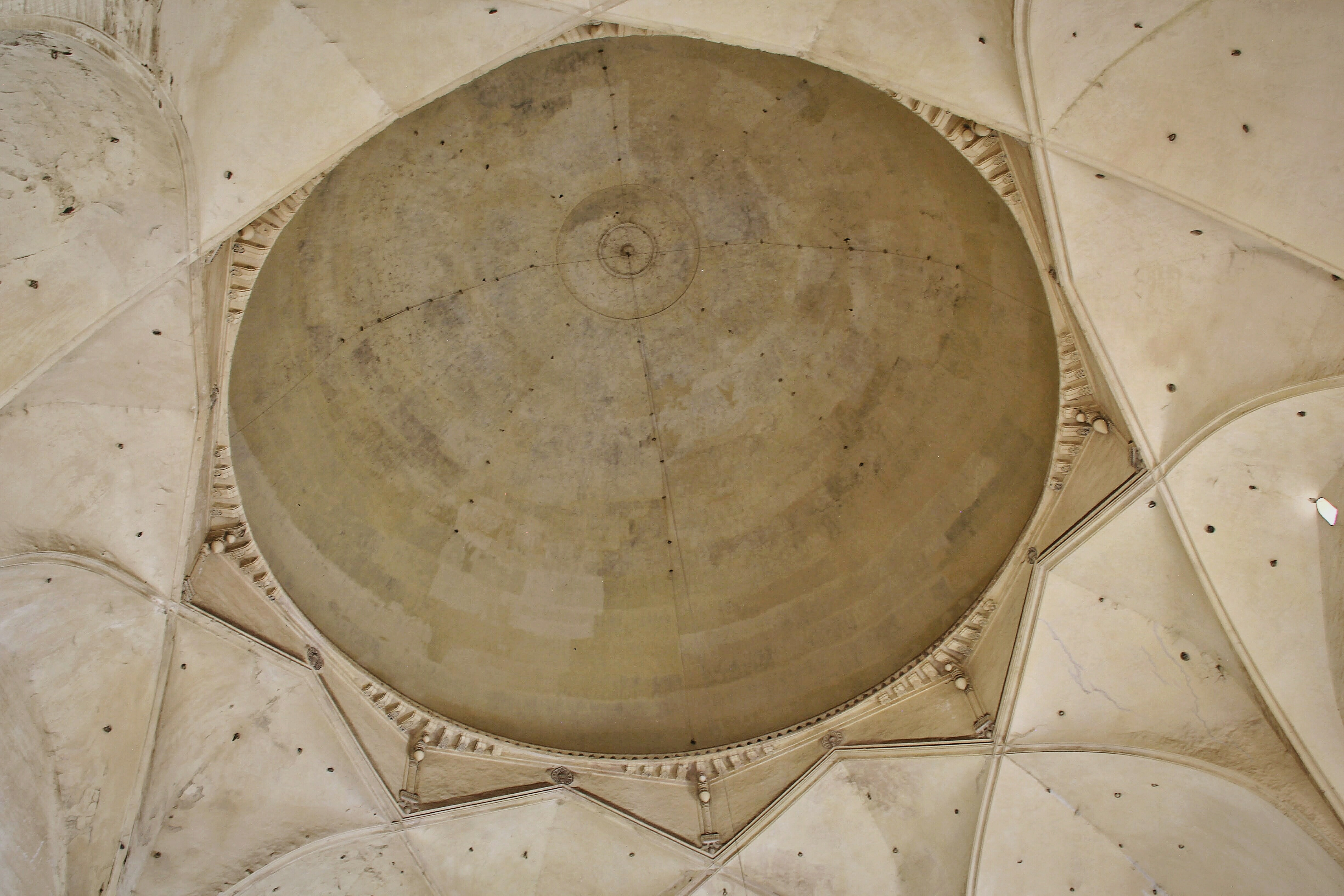
نمای داخلی گنبد
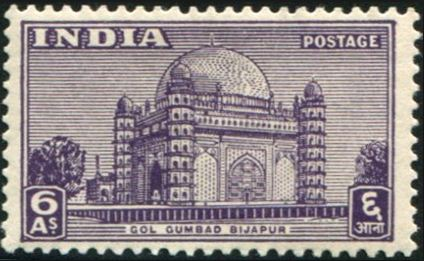
تمبر پستی (۱۹۴۹)